# San Roque (Corrientes)
San Roque ist die Hauptstadt des gleichnamigen Departamento San Roque in der Provinz Corrientes im Nordosten Argentiniens. In der Klassifizierung der Gemeinden in der Provinz Corrientes zählt San Roque zur 2. Kategorie.
Der Ort ist erreichbar über die Ruta Provincial 19 und Ruta Provincial 121, sowie über die Ruta Nacional 12.

## Geschichte
- Die Gründung San Roques erfolgte am 11. Oktober 1773 durch den Statthalter des Gobernadors Juan García de Cossio und dem Pfarrherrn Antonio de la Trinidad Martínez de Ibarra am linken Ufer des Río Santa Lucía, an der Furt Paso San Blas. Die Gründung hatte ursprünglich am Tag des Namenspatrons, dem 16. August, stattfinden sollen, musste aber wegen der bewaffneten Auseinandersetzung zwischen der indigenen Urbevölkerung und den Spaniern verschoben werden.
- 1782 erwähnt der Seemann und Schriftsteller Félix de Azara San Roque als eine von vier Pfarreien in Corrientes.
- 1825 wird die Siedlung zur Villa erklärt.
- 1865, während der paraguayischen Besetzung der Provinz, zieht sich der Gobernador der Provinz, Coronel Manuel Ignacio Lagraña nach San Roque zurück und verwandelt den Ort zur zeitweiligen Hauptstadt der Provinz.
- Am 6. August 1867 wird der Ort zur Gemeinde (Municipio) erklärt und wird Hauptstadt des gleichnamigen Departamento.